# Diószegi Lajos
Diószegi Lajos (Zilah, 1912. április 27. – Hajdúszovát, 2006. január 29.) kántortanító, általános iskolai magyar–történelem szakos tanár, művelődésiház-igazgató.

## Élete és munkássága
Édesapja Diószegi Lajos a Hajdú-Bihar megyei Megyeházán irodafőtiszt volt. Édesanyja Fintyós Mária háztartásbeli. Ketten voltak testvérek. Elemi iskoláit Zilahon végezte. A kántortanítói oklevelét a Debreceni Református Tanítóképző Intézetben szerezte 1933-ban. Oklevélszerzésének évétől a tanórán kívül is sokat foglalkozott kisgyermekcsoportokkal. 1933-ban a debreceni Ispotályi református elemi iskolában vállalt helyettesi munkát. Előrelépést jelentett 1936. januárjától a Hajdúszovát-Nagymeződűlői tanyasi iskolához kerülése, s ott 1938. augusztus 31-ig folytatott tevékenységet az I.-IV. osztályban és a továbbképzőbe járó tankötelesek között. Kiváló kapcsolatot alakított ki a szülőkkel, vasárnapi délelőtti összehívásokkal, rádióhallgatás és beszélgetés, iskolai színjátszó csoport szerepeltetésével. A fásítás és virágosítás eredményeként „Virágos iskolának” nevezték el a tanyasi iskolát. 1936 augusztusában a belterületi szováti iskolában kapott állást. Vezette a vasárnapi iskolát és a lánykör énekkarát, a szóló énekeseket harmóniummal kísérte. 1940. június 22-én házasodott. Felesége Sain Katalin 66 éven át hűséges társként segítette munkáját. Három gyermekük született Katalin (1941), Mária (1945) és Tünde (1953). Sokágú tevékenység jellemezte. Kántori teendőket 1948. július 30-ig végezte. Sikeresen vezette az „analfabéta tanfolyamot”. A Hangya szövetkezet könyvelője. Iskolaszéki tag. A Diákkaptár tanárelnöke. Vezette az általános iskola irodalmi munkaközösségét. A pedagógus könyvtár kezelője. 1951. szeptember 1-től  alakult meg vezetésével a történelmi szakkör. Szakmai fejlődése érdekében 1964-ben az Egri Tanárképző Főiskola magyar-történelem szakán diplomát szerzett. Sok-sok éves gyűjtőmunka eredményeként jött létre az általa a  „Múzeumszoba”. Gyűjtötte a falu szellemi, tárgyi emlékeit, írta krónikáját s végezte történeti tudatformálással, a szülőföld, a haza megismerését és megszerettetését. 1955-től 1973-ig kultúrotthon részfoglalkoztatású igazgatója. Vezetése alatt tartalmas, mozgalmas élet zajlott az intézetben. 1976-ban vonult nyugdíjba. A nyugdíjas éveit csendes munkálkodással töltötte. Az ő nevéhez fűződik a  „Derűs alkony” nyugdíjasok klubjának megalakítása is. A megtartó falu mozgalomba való bekapcsolódás elért eredményeiről nyilvános foglalkozásokon számoltak be. Munkásságának mindig nagy részét képezte a helytörténeti anyagok gyűjtése, ápolása és levéltári kutatások. 1993-ban a Lakitelek által hirdetett pályázaton, Hajdúszovát története című munkája III. díjat nyerte el. Ebből a munkából készítette el  „Fejezetek Hajdúszovát helytörténetéből és néprajzából” címmel kiadásra került könyvét. Hajdúszovát Község Önkormányzata 1991-ben a község első díszpolgárává avatta. 2010-től nevét viseli a Hajdúszováti Általános Iskola.

## Díjak, elismerések
- Kiváló egészségügyi nevelő munkáért (1970)
- Szocialista kultúráért (1974)
- Három évtizedes munkáért (1975)
- Honismereti mozgalomért (1976)
- Szolgálati emlékérem (1976)
- Kiváló társadalmi munkáért (1981)
- Kiváló társadalmi munkáért (1983)
- Szocialista kultúráért (1984)
- Kiváló társadalmi munkáért (1985)
- Honismereti mozgalomért (1991)
- Hajdúszovát Község díszpolgára (1991)
- Kölcsey Ferenc-díj (2003)

## Könyve
* Fejezetek Hajdúszovát helytörténetéből és néprajzából (1994)

## Emlékezete
- 2010. október 22.-e óta a hajdúszováti általános iskola viseli a nevét.
- Születésének 100. évfordulójára megjelent könyv (Ur Csabáné: Diószegi Lajos, a néptanító).
- Pedagógusok arcképcsarnoka könyv (2007).
- emlékvideó: https://www.youtube.com/watch?v=lo_sH38PNN8